# Patrick Lussier
Patrick Lussier (n. 1964), é um cineasta canadiano conhecido por dirigir filmes como:  Dracula 2000, Fúria sobre Rodas e My Bloody Valentine 3D.

## Filmografia
Patrick já trabalhou em 60 títulos. Abaixo os como diretor e escritor.
| Diretor  | Diretor                            | Diretor     | Diretor |
| Ano      | Filme                              | Tipo        |         |
| -------- | ---------------------------------- | ----------- | ------- |
| 2012     | Hellraiser                         |             |         |
| 2012     | Condition Dead                     | Filme em 3D |         |
| 2011     | Halloween III: Season of the Witch |             |         |
| 2011     | Drive Angry                        | Filme em 3D |         |
| 2009     | My Bloody Valentine 3-D            | Filme em 3D |         |
| 2007     | White Noise: The Light             |             |         |
| 2005     | Dracula III: Legacy                | Video       |         |
| 2003     | Dracula II: Ascension              | Video       |         |
| 2000     | Dracula 2000                       |             |         |
| 2000     | The Prophecy 3: The Ascent         | Video       |         |
| Escritor |                                    |             |         |
| Ano      | Título                             | Tipo        |         |
| 2015     | Terminator: Genisys                |             |         |
| 2011     | Drive Angry 3D                     |             |         |
| 2005     | Dracula III: Legacy                | Video       |         |
| 2003     | Dracula II: Ascension              | Video       |         |
| 2000     | Dracula 2000                       |             |         |